# Traité de Montreuil-sur-Mer
Le traité de Montreuil-sur-Mer est un traité signé le 19 juin 1299 à Montreuil-sur-Mer (aujourd'hui Montreuil, en Vendée) entre la France (représentée par l'ambassadeur du roi Philippe le Bel) et l'Angleterre (représentée par l'ambassadeur du roi Édouard Ier). Ce traité met fin à la guerre entre les deux pays.
Outre que ce traité rend la Guyenne à l'Angleterre, deux mariages sont décidés : celui de Marguerite de France (sœur de Philippe le Bel) avec Édouard Ier, et celui d'Isabelle de France (fille de Philippe le Bel) avec Édouard, fils d'Édouard Ier.